# Fehntjer Tief
Fehntjer Tief este o arie protejată (arie de protecție specială avifaunistică — SPA) din Germania întinsă pe o suprafață de 2.310,8 ha, integral pe uscat.

## Localizare
Centrul sitului Fehntjer Tief este situat la coordonatele 53°22′23″N 7°28′41″E / 53.3731°N 7.4781°E.

## Înființare
Situl Fehntjer Tief a fost declarat arie de protecție specială avifaunistică în iunie 2001 pentru a proteja 42 de specii de animale.

## Biodiversitate
Situată în ecoregiunea atlantică, aria protejată nu include niciun habitat protejat.
La baza desemnării sitului se află mai multe specii protejate de  păsări (42): lăcar-de-rogoz (Acrocephalus schoenobaenus), lăcar-de-lac (Acrocephalus scirpaceus), fluierar de munte (Actitis hypoleucos), ciocârlie-de-câmp (Alauda arvensis), rață lingurar (Anas clypeata), rață mică (Anas crecca crecca), Anas platyrhynchos platyrhynchos, rață cârâitoare (Anas querquedula), Anas strepera strepera, Anser albifrons albifrons, gâscă cu cioc scurt (Anser brachyrhynchus), Ardea cinerea cinerea, ciuf de câmp (Asio flammeus), rață-cu-cap-castaniu (Aythya ferina), rața moțată (Aythya fuligula), Branta leucopsis, Charadrius dubius curonicus, barză albă (Ciconia ciconia ciconia), erete de stuf (Circus aeruginosus), erete vânăt (Circus cyaneus), erete cenușiu (Circus pygargus), prepeliță (Coturnix coturnix), cristeiul de câmp (Crex crex), lebădă de vară (Cygnus olor), Fulica atra atra, becațină comună (Gallinago gallinago), scoicar (Haematopus ostralegus), Limosa limosa limosa, Luscinia svecica cyanecula, Mergus merganser merganser, Numenius arquata arquata, pietrar sur (Oenanthe oenanthe), Phalacrocorax carbo sinensis, bătăuș (Philomachus pugnax), Podiceps cristatus cristatus, Rallus aquaticus aquaticus, lăstun de mal (Riparia riparia), mărăcinar (Saxicola rubetra), mărăcinar negru (Saxicola torquatus), călifar alb (Tadorna tadorna), fluierarul cu picioare roșii (Tringa totanus), nagâț (Vanellus vanellus).